# Zaiertshofen
Zaiertshofen ist ein Gemeindeteil von Kettershausen, einer Gemeinde im Landkreis Unterallgäu im bayerischen Regierungsbezirk Schwaben.

## Geographie
Das Pfarrdorf liegt nordöstlich des Hauptortes Kettershausen und östlich von Tafertshofen. Südöstlich des Ortes verläuft die B 300, östlich fließen die Alte Günz und die Günz, südwestlich erstreckt sich das rund 44 ha große Naturschutzgebiet Kettershausener Ried, nördlich liegt der Oberrieder Weiher.

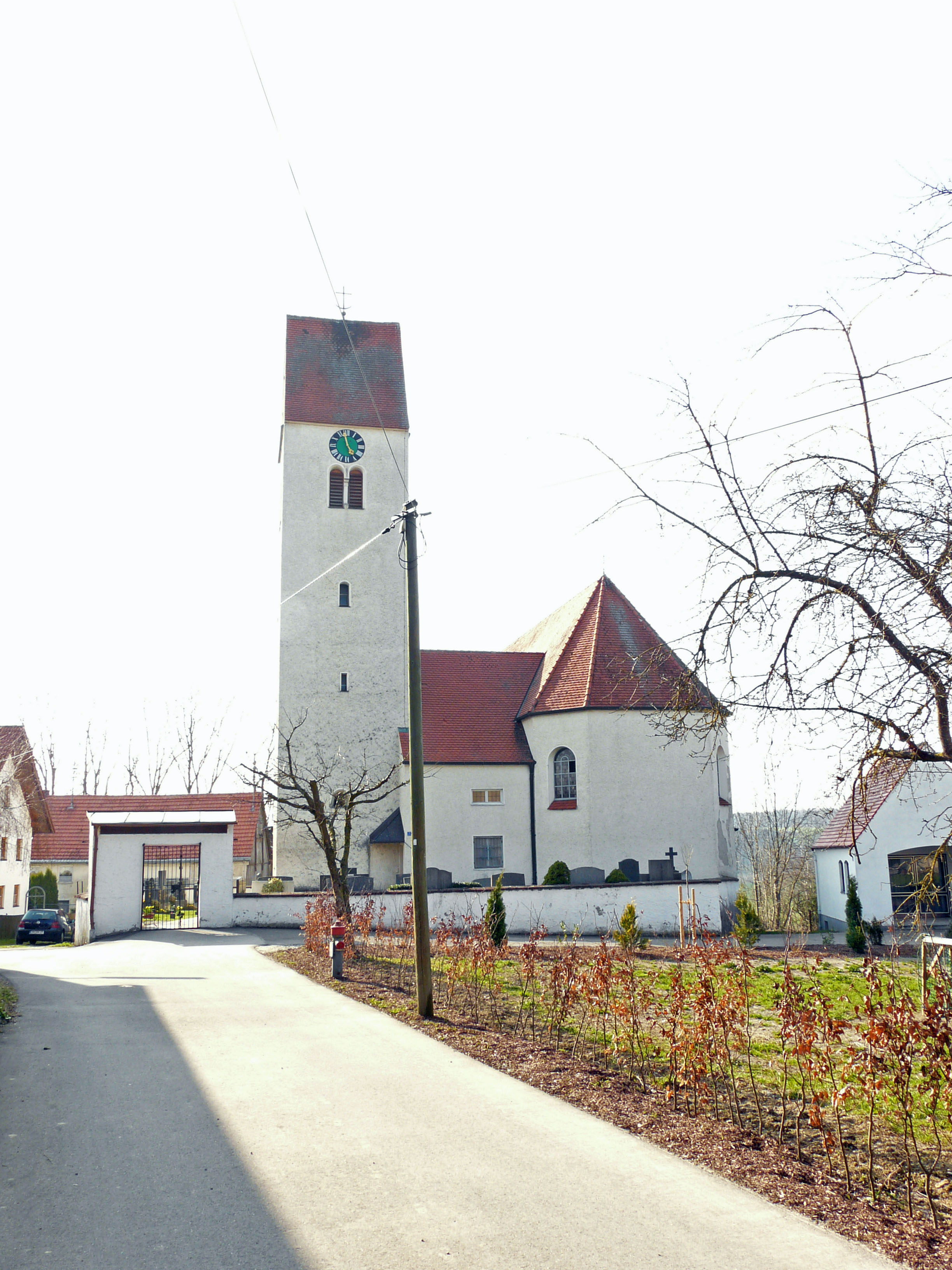
Katholische Pfarrkirche St. Agatha und Markus (2009)

## Bauwerke
In der Liste der Baudenkmäler in Kettershausen sind für Zaiertshofen drei Baudenkmale aufgeführt:
- Die katholische Pfarrkirche St. Agatha und Markus (Kirchenweg 6)	aus dem Jahr 1935 ist ein moderner Saalbau. Der Turm wurde etwa 1500 errichtet.
- Das aus dem 18. Jahrhundert stammende Pfarrhaus (Ortsstraße 18) ist ein zweigeschossiger Walmdachbau.
- Der Wohnteil des ehemaligen, aus dem 18. Jahrhundert stammenden Bauernhauses Ortsstraße 35 ist ein Satteldachbau mit vorkragendem Fachwerkgiebel.

## Söhne und Töchter des Ortes
- Balthasar Gossner (1877–1937), Mineraloge und Kristallograph